# Taylor (Pennsylvanie)
Pour les articles homonymes, voir Taylor.
Le borough de Taylor est situé dans le comté de Lackawanna, dans le Commonwealth de Pennsylvanie, aux États-Unis. Sa population, qui s’élevait à 6 263 habitants lors du recensement de 2010, est estimée à 5 913 habitants en 2019.

## Histoire
Taylor a été fondée en 1790 par Cornelius Atherton (en). La majeure partie de Taylor a été édifiée au-dessus de mines abandonnées.
Le borough a été nommé en hommage à Moses Taylor, propriétaire des Delaware, Lackawanna and Western Railroads. Il a été incorporé le 23 novembre 1893.

## Galerie photographique

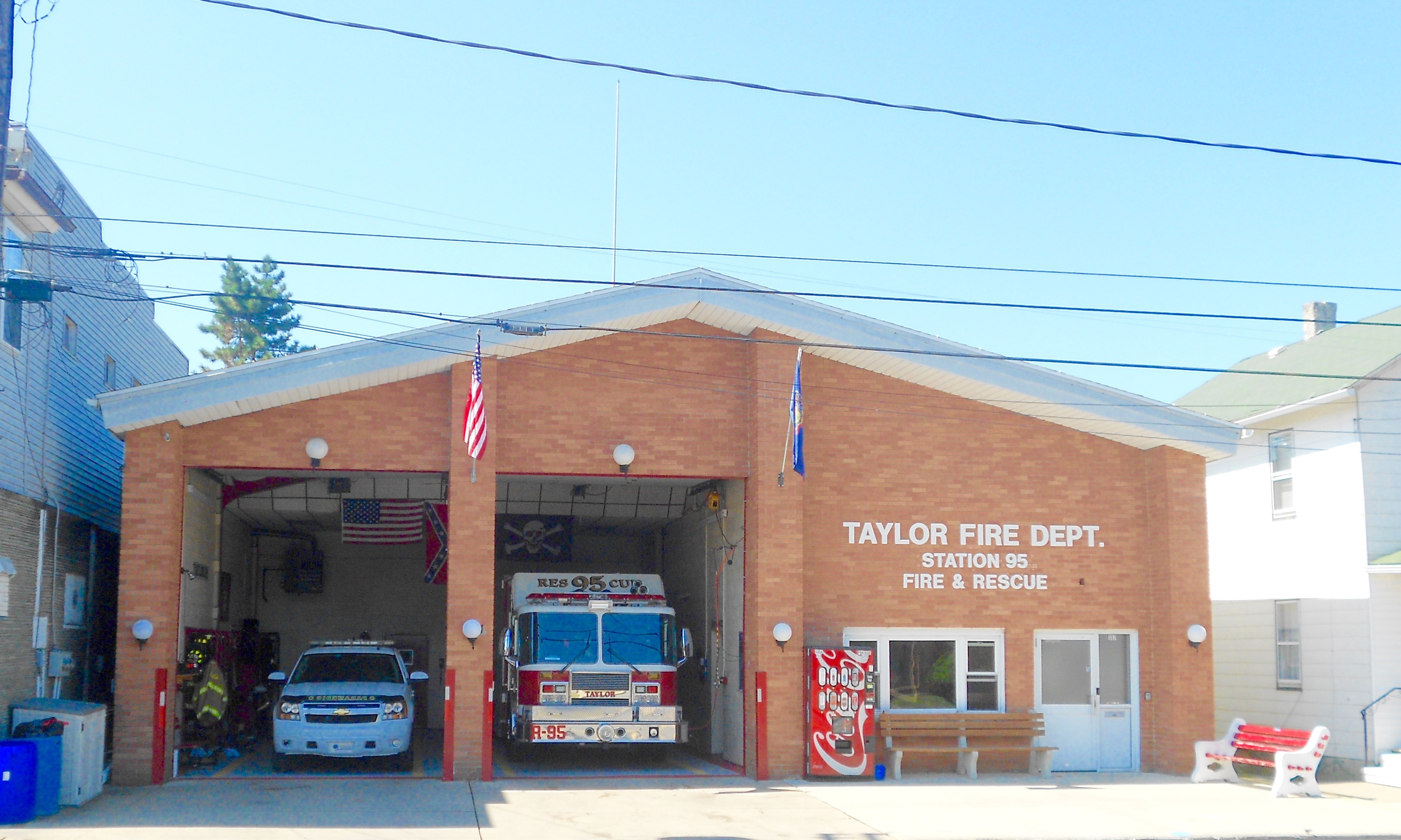
La caserne des pompiers